# Stilobezzia nigroflava
Stilobezzia nigroflava är en tvåvingeart som beskrevs av Lane och Oswaldo Paulo Forattini 1958. Stilobezzia nigroflava ingår i släktet Stilobezzia och familjen svidknott. Inga underarter finns listade i Catalogue of Life.